# Транспорт Красноярска
Красноярск — крупный транзитный узел, расположенный на пересечении Транссибирской магистрали и исторически сложившихся торговых путей по реке Енисей.

## Железнодорожный

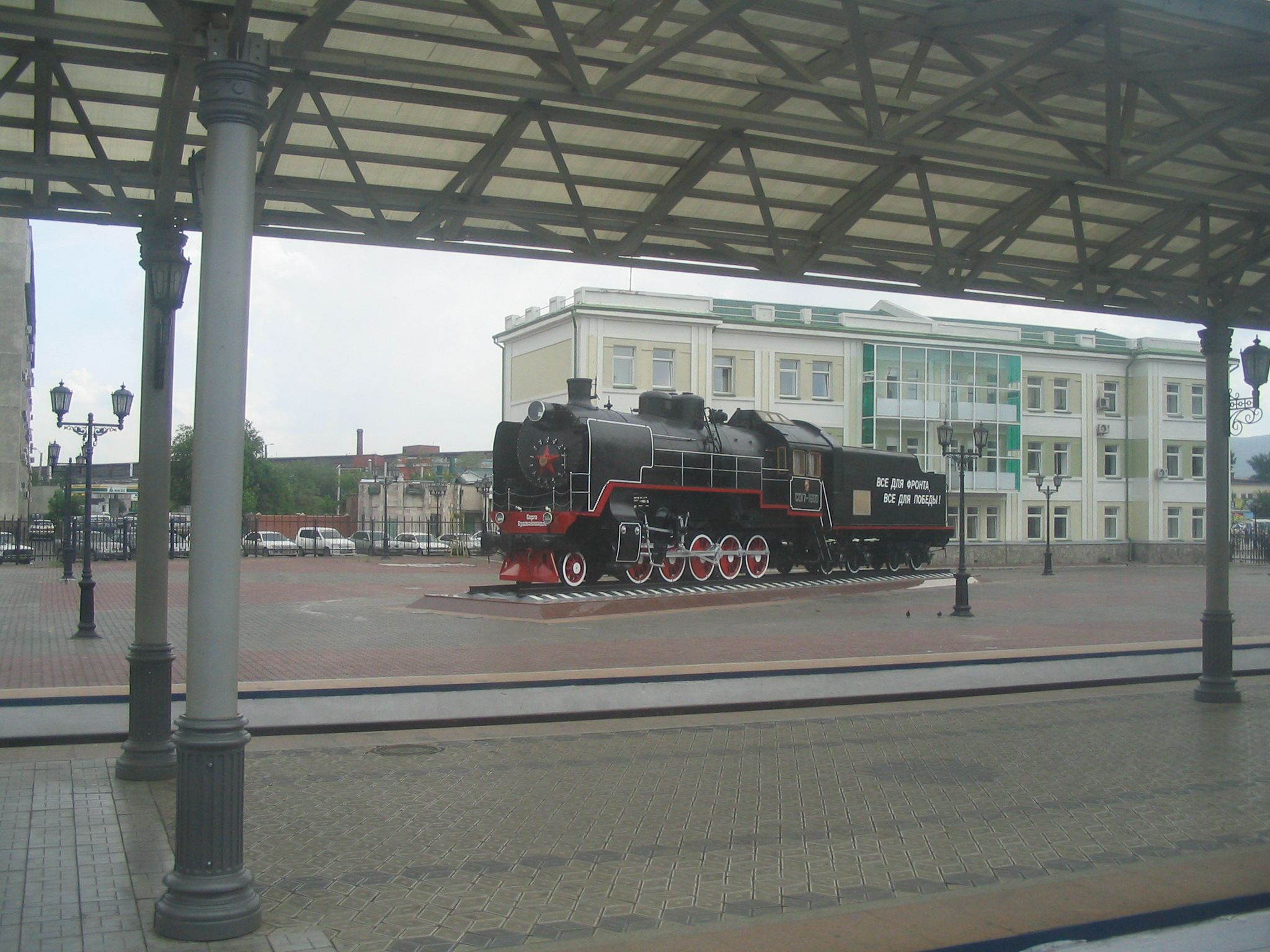
Красноярская железная дорога. Станция на Транссибирской железнодорожной магистрали с паровозом на платформе

Через город проходит Транссибирская магистраль, осуществляется железнодорожное сообщение Красноярск — Уяр — Саянская — Абакан, Красноярск — Ачинск — Абакан, Красноярск — Богучаны, Красноярск — Ачинск — Лесосибирск. Красноярская железная дорога в 2008 году перевезла более 4,1 миллионов пассажиров в дальнем сообщении и 12,4 миллионов в пригородном.
С 2005 года по 2009 год в системе городского транспорта присутствовал, помимо обычного, кольцевой маршрут городского электропоезда («городская электричка», «наземное метро»). Рассматривается вопрос о его восстановлении.
С сентября 2008 по январь 2009 в систему городского транспорта были внесены существенные изменения.

## Автомобильный
Через Красноярск проходит автомобильная трасса «Сибирь» Р255 (Новосибирск — Красноярск — Иркутск), начинаются трассы: «Енисей» Р257 (Красноярск — Абакан — Кызыл — Государственная граница), идущая в Монголию (Цаган-Толгой) и «Енисейский тракт» Р409 (Красноярск — Лесосибирск — Енисейск).
После открытия «глубокого обхода» Красноярска в 2008 году транзитный трафик трассы Р255 был выведен за городскую черту.

## Водный
См. также История судоходства на Енисее.
По Енисею пассажирские суда ходят до Игарки, Дудинки, Дивногорска. Енисейское речное пароходство в 2005 году перевезло 3,3 млн тонн грузов и около 140 тысяч человек.
В летнее время по Енисею между берегами курсировали  «речные трамваи» — суда «Ракеты».

## Воздушный
В Красноярске два аэропорта:
- Красноярск — международные и российские грузовые и пассажирские рейсы.
- Черемшанка — пассажирские рейсы местных воздушных линий, грузовые рейсы.

19 декабря 2011 года в терминале аэропорта Черемшанка произошел пожар, огонь охватил 1 200 квадратных метров здания. В результате пожара вокзал обрушился. Причиной пожара стало замыкание электропроводки.
В 2018 году здание было заново отстроено. Общая площадь нового аэровокзала — почти 1,4 тысячи квадратных метров. Пропускная способность – 40 тысяч пассажиров в год.
Кроме того, в городе три грунтовых аэродрома IV класса:
- частный, в микрорайоне Солнечный.

Базируются три частных самолёта Ан-2
- частный, на Кузнецовском плато, сразу за границей города. Бывший аэродром ДОСААФ/РОСТО.

Базируются учебно-тренировочные самолёты Як-52, вертолёт Ми-2
- аэродром РОСТО «Манский» в пригородном п. Камарчага, 80 км от Красноярска.

Базируются три самолёта Ан-2
Ведётся строительство ещё одного частного аэродрома «Придорожный», в 29 км к северу от центра города[301]. Сейчас он работает как гелипорт.
Планируется открытие транзитного воздушного коридора Азия — Красноярск — Северный Полюс — Америка. С 1997 года до 2006 году авиакомпаниями различных стран выполнено более 750 перелетов по кросс-полярным трассам. В 2008 году частота полётов по кросс-полярным трассам выросла до 400 рейсов в месяц. На первом этапе Красноярск станет запасным аэропортом для самолетов, выполняющих полеты по кросс-полярным трассам, на следующем этапе — пунктом технической посадки. Третий этап предполагает создание крупного авиатранспортного узла, где будет производиться консолидация и перевалка грузов, а также обслуживание транзитных пассажиров.
Долгое время базовым авиаперевозчиком Красноярского края была авиакомпания «Красноярские авиалинии» (KrasAir). В 2009 году компания была признана банкротом. 29 марта 2010 года губернатором края было подписано соглашение, по которому на базе двух авиакомпаний — госпредприятия «КрасАвиа» и частной авиакомпании «Таймыр» (NordStar) будет создан новый базовый авиаперевозчик Красноярского края.
До 1987 года в Красноярске функционировал аэропорт «Северный».

## Общественный внутригородской транспорт
Расплатиться за проезд в городском общественном транспорте в Красноярске с помощью пластиковой электронной карты льготные группы населения могут с начала 2008 года, все остальные граждане — с ноября 2010 года. 
Кондукторы всех автобусов, троллейбусов, трамваев имеют переносные валидаторы. 
Пополнить карты можно через многофункциональные платёжные терминалы, а также в городских отделениях почтовой связи. При поездке в городском общественном транспорте с пересадкой в течение девяноста минут при оплате с помощью пластиковой электронной карты каждая вторая и последующая поездка осуществляется по меньшей цене.
С начала 2019 года рассчитаться за проезд в общественном транспорте Красноярска можно не только транспортными картами и наличными, но также и банковскими картами и устройствами, поддерживающими технологию бесконтактной оплаты.
Новые транспортные терминалы обслуживают бесконтактные банковские карты любого банка, а также позволяют оплачивать проезд с помощью смартфонов и других мобильных устройств (браслеты, часы, брелоки), используя системы бесконтактных платежей Samsung Pay, Apple Pay и Google Pay.
Уже привычные транспортные и социальные карты также обслуживаются на едином терминальном устройстве. 
На данный момент стоимость проезда в автобусах равняется 44 рублям, в электротранспорте 40.

### Автобус
Основной вид городского транспорта — 60 автобусных маршрутов, как муниципальных (из них 7 сезонных в садоводческие участки), так и коммерческих.

### Троллейбус
Строительство троллейбусной линии в Красноярске началось 16 июня 1956 года, открытие движения состоялось 5 ноября 1959 года. Первоначально троллейбусы ходили по проспекту им. Сталина (ныне проспект Мира) по маршруту № 1 «Железнодорожный вокзал — ул. Просвещения» (старый базар, ныне район филармонии); немного позже был открыт маршрут № 2 «Железнодорожный вокзал — Аэропорт» (ныне район междугороднего автовокзала). Протяжённость линий составляла 7,1 км, работали вагоны МТБ-82Д. В 1960 году был открыт маршрут №3 «Красная площадь — Комсомольский городок»; в 1962 году троллейбусы соединили Комсомольский и Студенческий городки, 1969 году — проспект Свободный с новыми микрорайонами Зелёной Рощи. С начала 70-х годов в Красноярске стали эксплуатироваться ЗиУ-5, ещё позже — троллейбусы ЗиУ-9 и ЗиУ-10, последующие модификации. В 1980 году в Октябрьском районе было введено в эксплуатацию троллейбусное депо № 2 на 150 машин. В настоящее время, 2024 год, троллейбусные линии находятся на левом, а так же частично на правом берегу города, троллейбусы выходят на маршруты 4, 5, 6, 13, 15 (Так же есть 7 маршрут, но он временно закрыт из-за перекрытия ул. Карла Маркса в связи с стройкой метротрамвая).

### Трамвай
Красноярский трамвай — трамвайная система города Красноярска. 
Осенью 1935 года начали движение четыре трамвайных вагона по маршруту "заводоуправление Красмаша" — "Затон". Вагоны перемещались паровозом. Строительство современных трамвайных и троллейбусных линий началось в Красноярске 16 июня 1956 года. Трамвай на электрической тяге первоначально ходил по маршруту «Предмостная площадь» (на тот момент мост ещё не был введён в эксплуатацию) — «КрасТЭЦ» (ныне ТЭЦ-1), на линию выходило 19 вагонов МТВ-82. Позднее были построены линии через улицу 60-лет Октября и улицу Матросова, в посёлок Энергетиков через улицу Мичурина и через автовокзал Восточный, а также пос. Технический и Октябрьский мост, часть из которых была разобрана в 2000-е.
В настоящее время в Красноярске осталось 72 км трамвайных путей; все они расположены в правобережной части Красноярска. В городе одно трамвайное депо. В Красноярске действует четыре трамвайных маршрута, обслуживаемые 71 вагонами 71-605/605А, 71-619, ЛМ-2008 и 71-911ЕМ «Львёнок».

### Метрополитен

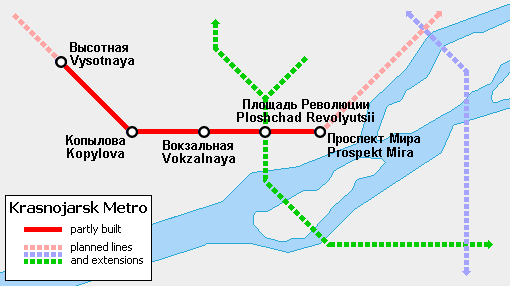
Строящаяся система линий метрополитена

С 1995 года строится Красноярский метрополитен (проектно-изыскательские работы велись с 1986 года). Линии метро — глубокого заложения: 60 и более метров. В настоящее время (по состоянию на ноябрь 2023 года) строительство расконсервировано. Стоимость строительства — почти 90 миллиардов рублей. Сдача первой очереди намечена уже на 2026 год. К этому времени должны запустить все двенадцать станций.

## Мосты

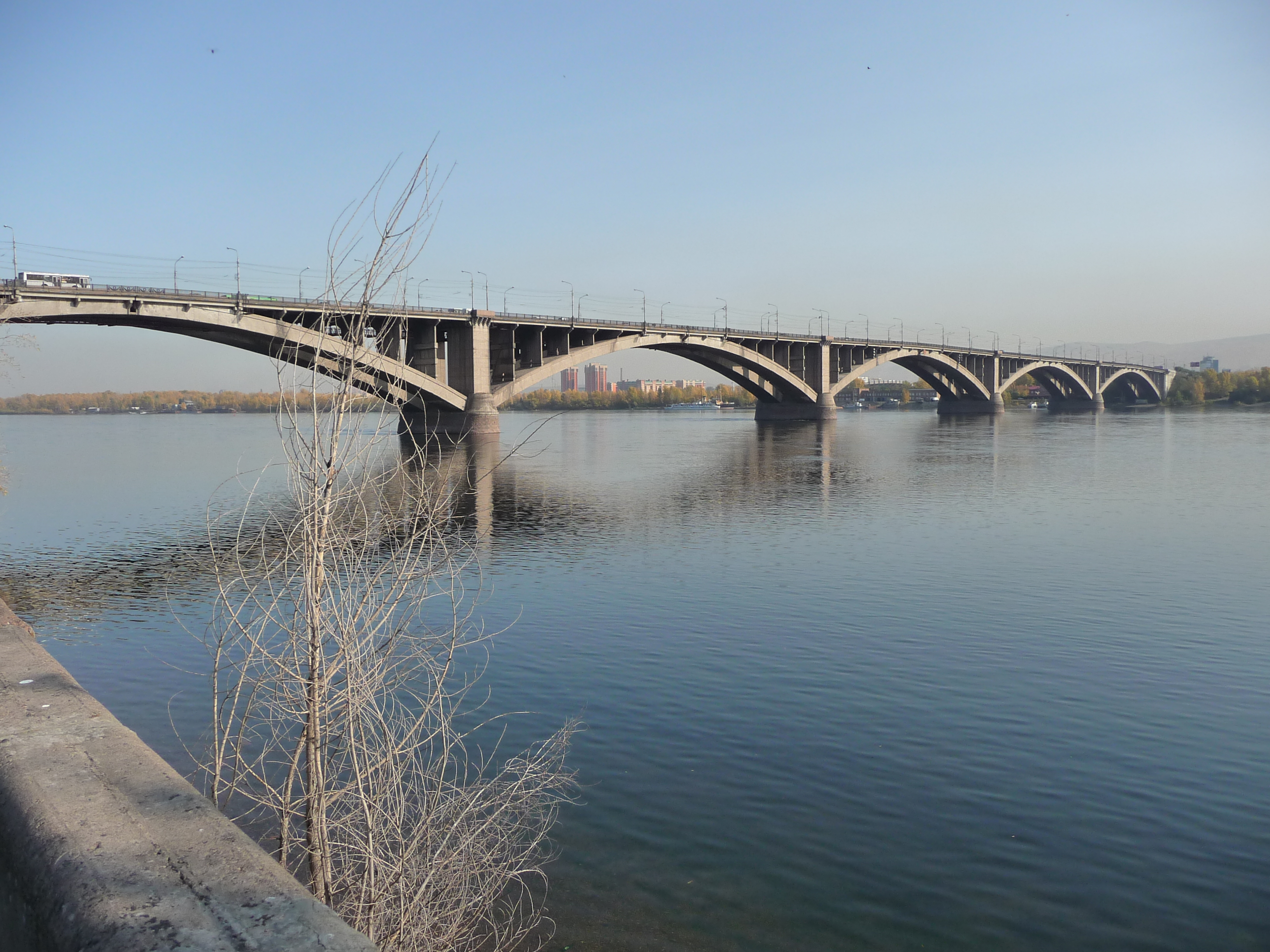
Коммунальный мост

В черте города находятся шесть транспортных мостов через реку Енисей: Николаевский, Железнодорожный — два ж/д моста, расположенных рядом, Коммунальный, Октябрьский и Коркинский мост — совмещённый автомобильно-железнодорожный. Помимо этого, Татышев остров соединен с левым берегом Виноградовским мостом.
Ниже по течению Енисея, за пределами города расположен мост на транспортном обходе Красноярска, открытый в 2008 году. Выше по течению ближайший автомобильный мост находится в Дивногорске на трассе Р257.

## Транспортные компании
- Красноярская железная дорога
- Енисейское речное пароходство
- Красноярский речной порт